# Slatinský kros

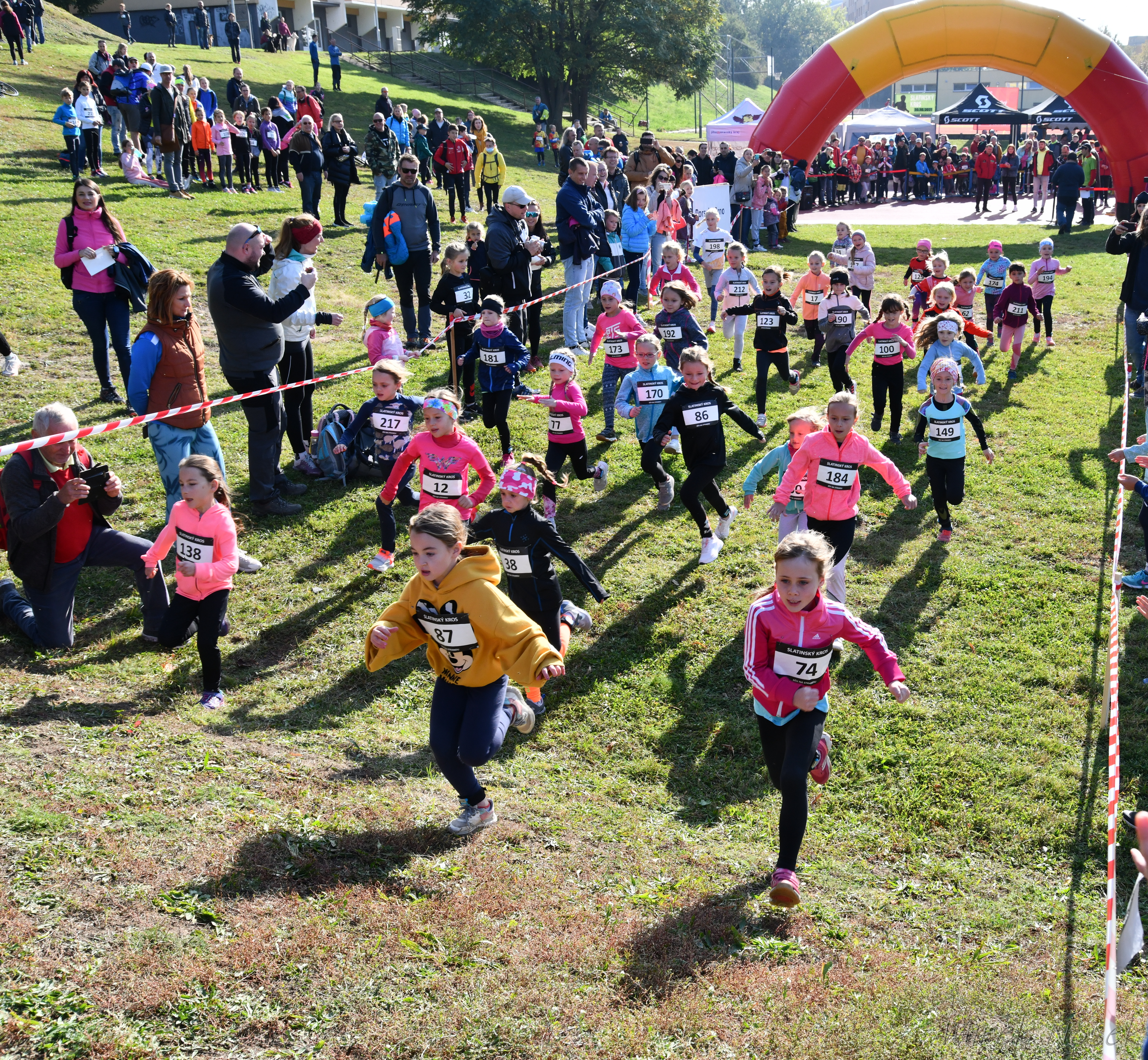
Start Slatinského krosu

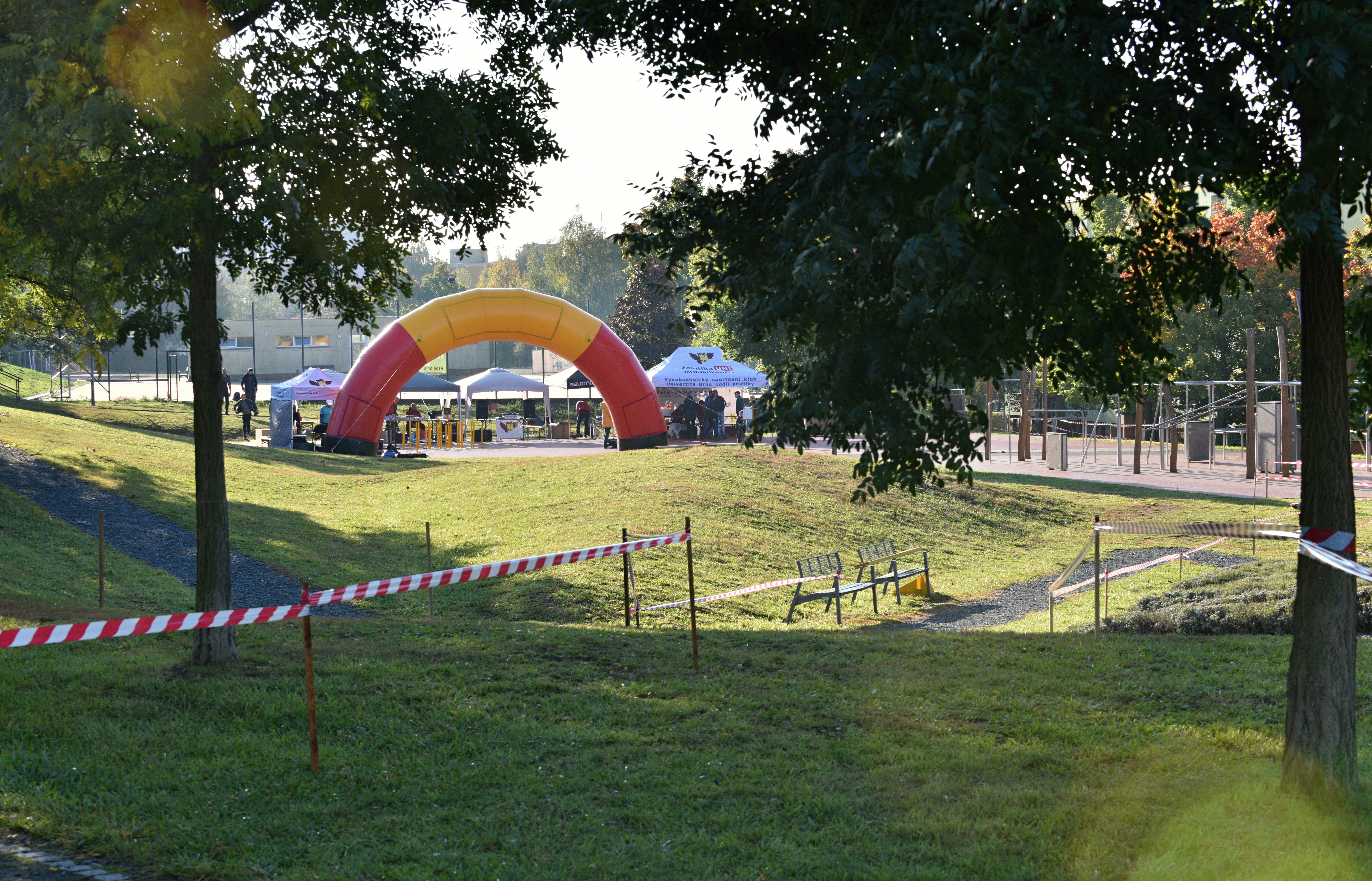
Trať Slatinského krosu

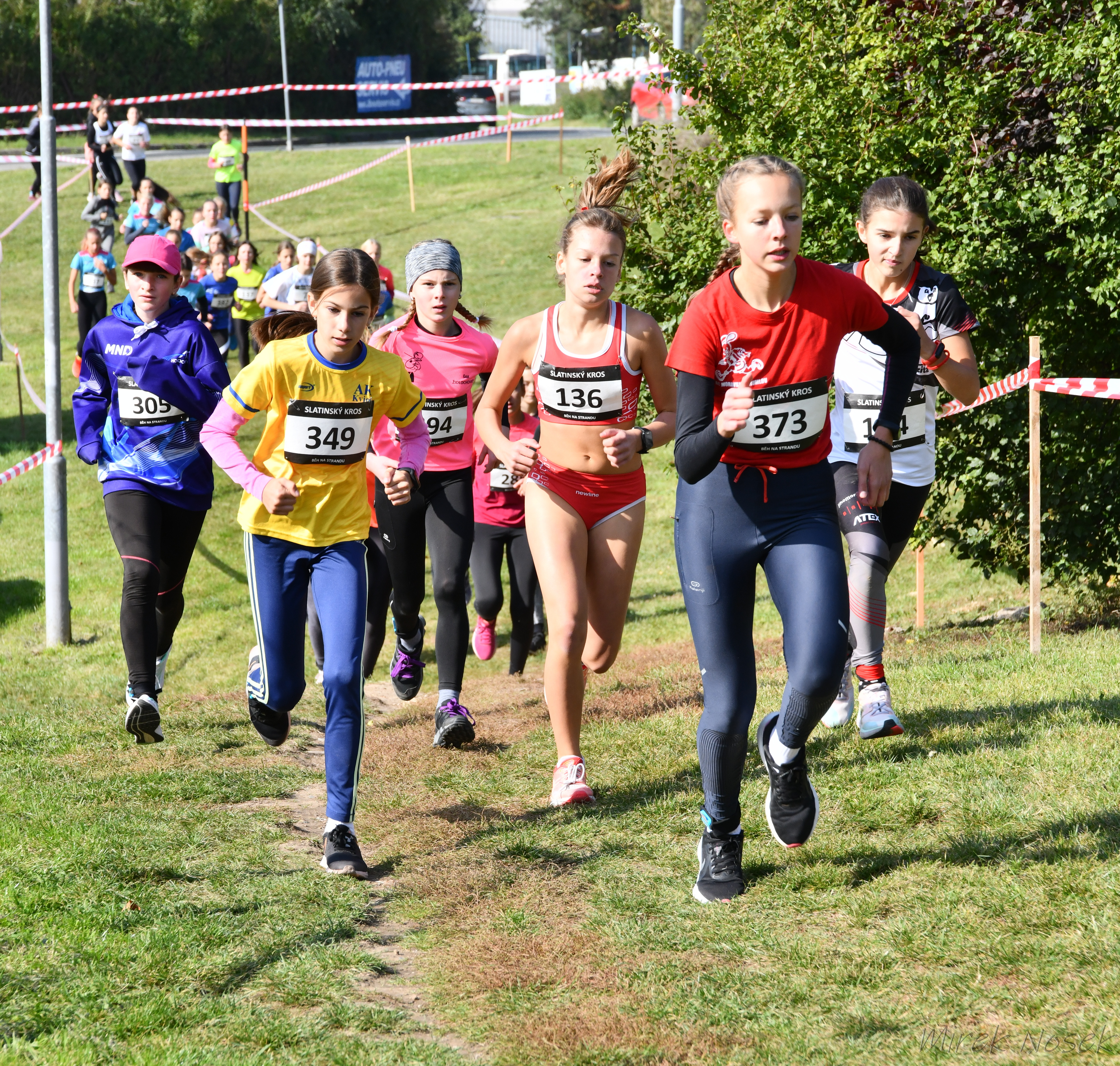
Trať závodu

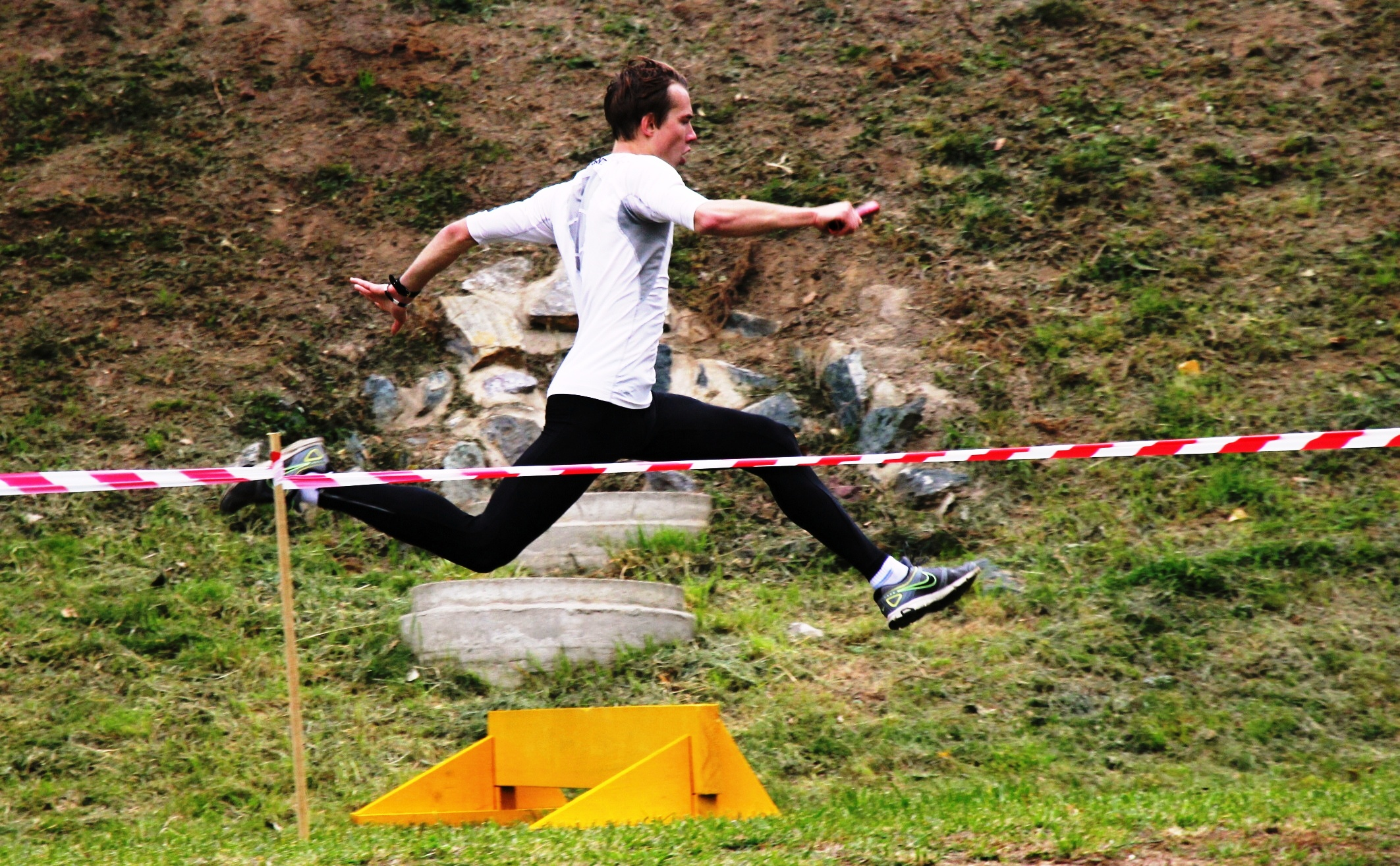
Překážky na trati

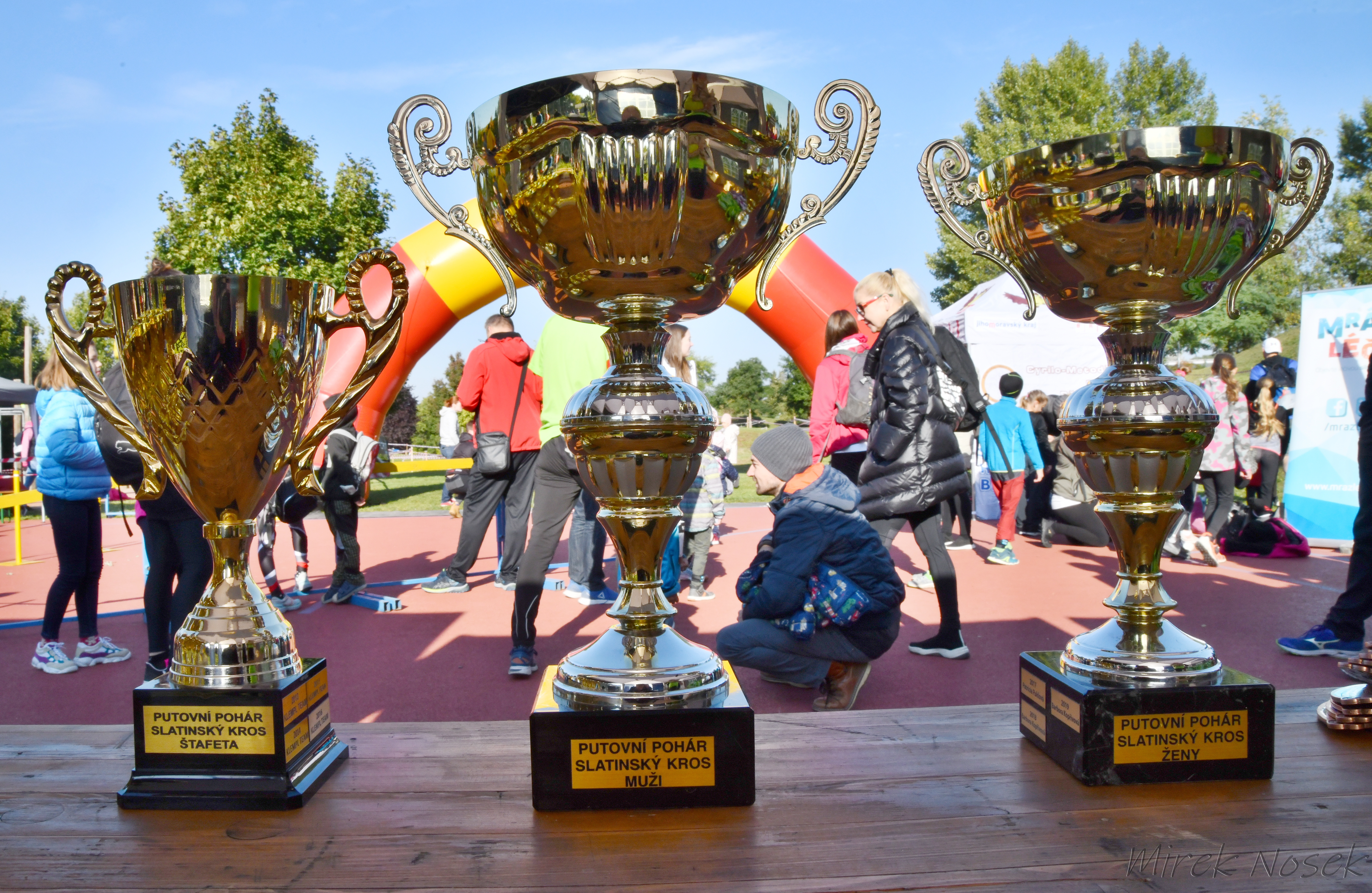
Putovní poháry Slatinského krosu

Slatinský kros  je běžecký krosový závod, který se koná každoročně na podzim již od roku 2007 v parku Terénky na území MČ Brno-Slatina.
V Jihomoravském kraji je největším závodem pro děti v přespolním běhu.
Trať je vedena po travnatých plochách a štěrkových cestách. Jsou na ni krátké výběhy a seběhy a mnoho zatáček. Trať je vedena i v jedné části skrz písek. Na trati jsou také dřevěné překážky.
Vypsány jsou kategorie od nejmenších dětí až po dospělé. Závodí se také v tříčlenné štafetě.
K závodu se v roce 2017 přičlenil další závod na území Brno-Slatina s názvem Běh na Strandu, který se koná týden po Slatinském krosu. 8.ročník se uskuteční v neděli 12.10.2025

## Historie
V roce 2007, kdy závod vznikl, byly vypsány kategorie jen pro děti do 15 let.
Ve třetím ročníku došlo k rozšíření závodu o kategorie dorostu, juniorů a dospělých.
V roce 2010 došlo k rekonstrukci původního místa konání závodu, a tak se start a cíl závodu přesunul na školní hřiště ZŠ a MŠ Jihomoravské náměstí. V tomto roce se běželo ulicemi Slatiny okolo zdejší školy a jejího hřiště.
5. ročník závodu se již trvale přesunul do podzimního termínu. Zároveň se běh vrátil do nově zrekonstruovaného parku Terénky.
V roce 2013 se stává nedílnou součástí závodu tříčlenná štafeta.
Od roku 2014 je start i cíl nově v jednom místě a závod je zároveň Mistrovství Jihomoravského kraje v přespolním běhu. 
V roce 2017 byl postaven v místě původní tratě výběh pro psy a tak došlo k další změně okruhu.
V roce 2020 se závod neuskutečnil. 
Jubilejní 15. ročník (9.10.2022) běželo poprvé více než 500 závodníků. Závod se naposledy běžel jako Mistrovství Jihomoravského kraje v přespolním běhu. 
18.ročník se uskuteční v neděli 5.10.2025

## Ročníky
V roce 2024 zvítězili: Roman Rudolecký (muži) a Pavla Štoudková (ženy) a MUNI (štafety). 
| ročník | datum      | účastníci | vítěz mužů      | vítězka žen        | vítěz štafeta |
| ------ | ---------- | --------- | --------------- | ------------------ | ------------- |
| 1.     | 22.06.2007 | 91        | pouze žactvo    | pouze žactvo       | –             |
| 2.     | 24.06.2008 | 56        | pouze žactvo    | pouze žactvo       | –             |
| 3.     | 25.04.2009 | 124       | KOUŘIL Jiří     | DOUBKOVÁ Kateřina  | –             |
| 4.     | 17.04.2010 | 169       | KUČERA Martin   | FUGLI Csilla       | –             |
| 5.     | 10.09.2011 | 136       | KUČERA Martin   | NOVÁKOVÁ Věra      | –             |
| 6.     | 08.09.2012 | 162       | ROSA Ondřej     | GÁNOVSKÁ Patrícia  | –             |
| 7.     | 06.10.2013 | 189       | ROSA Ondřej     | PROCHÁZKOVÁ Tereza | –             |
| 8.     | 27.09.2014 | 174       | KOTYZA Petr     | KREJČOVÁ Magda     | KLEMPL TEAM   |
| 9.     | 18.10.2015 | 334       | PAULÍK Roman    | PROCHÁZKOVÁ Tereza | KLEMPL TEAM   |
| 10.    | 16.10.2016 | 298       | ROSA Ondřej     | PUKLOVÁ Patrícia   | KLEMPL TEAM   |
| 11.    | 22.10.2017 | 315       | DVOŘÁČEK Adam   | PUKLOVÁ Patrícia   | ALL BLACKS    |
| 12.    | 16.09.2018 | 230       | DVOŘÁČEK Adam   | KOPŘIVOVÁ Barbora  | DDD           |
| 13.    | 06.10.2019 | 352       | FOLLER David    | KOPŘIVOVÁ Barbora  | KLEMPL TEAM   |
| 14.    | 10.10.2021 | 466       | NAVRÁTIL Tomáš  | KOPŘIVOVÁ Barbora  | CLOWN FIESTA  |
| 15.    | 09.10.2022 | 520       | RUDOLECKÝ Roman | BUŠINOVÁ Marie     | KLEMPL TEAM   |
| 16.    | 08.10.2023 | 428       | RUDOLECKÝ Roman | ŠTOUDKOVÁ Pavla    | LIMO ZDARMA   |
| 17.    | 06.10.2024 | 412       | RUDOLECKÝ Roman | ŠTOUDKOVÁ Pavla    | MUNI          |